# Homomutatus
Homomutatus – chmura powstała w wyniku przekształcenia chmury Cirrus homogenitus. Do powstania chmury dochodzi w wyniku rozciągnięcia długotrwale utrzymującej się smugi kondensacyjnej. Warunki sprzyjające powstawaniu trwałej smugi kondensacyjnej, to warunki, w których zaznaczać się będzie ciepły front atmosferyczny (dochodzi do wznoszenia wilgotnego i ciepłego powietrza). W ten sposób powstać mogą wszystkie gatunki chmur piętra wysokiego, zarówno Cirrus, jak i Cirrocumulus oraz Cirrostratus
Szczególna nazwa chmury dodawana jest po określeniu jej rodzaju, gatunku i odmiany, np. Cirrus fibratus homogenitus czy Cirrus fibratus vertebratus homomutatus.